# Metteniusa huilensis
Metteniusa huilensis — вид растений рода Меттениуса (лат. Metteniusa). Эндемик Колумбии.